# 太田裕朗
太田 裕朗（おおた ひろあき、1976年8月18日 - ）は、日本の科学者、実業家、投資家。
現在は、早稲田大学ベンチャーズ(WUV)共同代表。2022年11月、Blue laser Fusion Inc.を中村修二と共同創業。
カリフォルニア大学サンタバーバラ校、マッキンゼー・アンド・カンパニー等を経て、2016 年より、ドローン関連スタートアップの株式会社ACSLに参画、代表取締役社長として2018年に東証マザーズ上場。京都大学博士 (2004)。

## 来歴
京都大学工学部卒 (1999年)、京都大学大学院エネルギー科学研究科修了（2004年）。
大学院を修了後、ローム株式会社における研究職を経て、京都大学大学院工学研究科航空宇宙工学専攻助教に就任。
2008年、カリフォルニア大学サンタバーバラ校に移籍、中村修二教授のグループで発光デバイス (LED) 等の研究に従事。
2010年よりマッキンゼー・アンド・カンパニーに参画。
2016年7月より、ドローン関連スタートアップである株式会社ACSL（旧社名：自律制御システム研究所) 参画、2018年12月にドローン関連スタートアップとして初めて東京証券取引所マザーズ上場。COO、社長、CEO、会長を経て、2022年3月に退任。
2022年4月より、早稲田大学ベンチャーズ共同代表（General Partner）。学術研究をシーズとするDeep-techスタートアップの創出に従事。株式会社Nanofiber Quantum Technologies、株式会社Power Diamond Systems、株式会社Quanmaticの創業に寄与。
2022年11月、独自の技術開発によるレーザー核融合炉の商用化を目指すスタートアップ企業Blue Laser Fusion（BLF）を中村修二教授と共に創業。同社は2023年7月にSPARX (未来創生3号ファンド)、JAFCO (ジャフコV7投資事業有限責任組合、ジャフコSV7-S投資事業有限責任組合)をリードインベスターとする、総額2500万米国ドルの初回資金調達を実施した。
日本倶楽部会員。